# Eusebio Unzué Labiano
Eusebio Unzué Labiano (Orkoien, 26 de febrer del 1955) és un director esportiu navarrès actual gerent de l'equip ciclista professional Movistar Team ja des dels seus inicis quan era conegut com a Reynolds i posteriorment com a Banesto.
Formant l'equip executiu amb José Miguel Echavarri, Eusebio Unzué ha guanyat, durant la seva carrera, set Tours de França (cinc amb Miguel Indurain, un amb Pedro Delgado i un altre amb Óscar Pereiro), tres Voltes a Espanya (amb Pedro Delgado, Abraham Olano i Alejandro Valverde), i quatre Giros d'Itàlia (dos amb Miguel Indurain, un amb Nairo Quintana i un amb Richard Carapaz).
El seu germà, Juan Carlos Unzué, és un exfutbolista del FC Barcelona ara convertit en activista en la lluita contra la ELA, malaltia que pateix.